# Prowincja Oudômxai
Oudômxai (laot. ອຸດົມໄຊ) – prowincja Laosu, znajdująca się w północno-zachodniej części kraju. Graniczy z Tajlandią.
Prowincja została utworzona w 1976 roku z części prowincji Louangphrabang. W roku 1987 stolica prowincji została przeniesiona z Ban Nahin do Muang Xay.

## Podział administracyjny
Prowincja Oudômxai dzieli się na siedem dystryktów:
1. Beng
2. Hoon
3. La
4. Namor
5. Nga
6. Pakbeng
7. Xay.

## Galeria obrazów

Prowincja Oudômxai
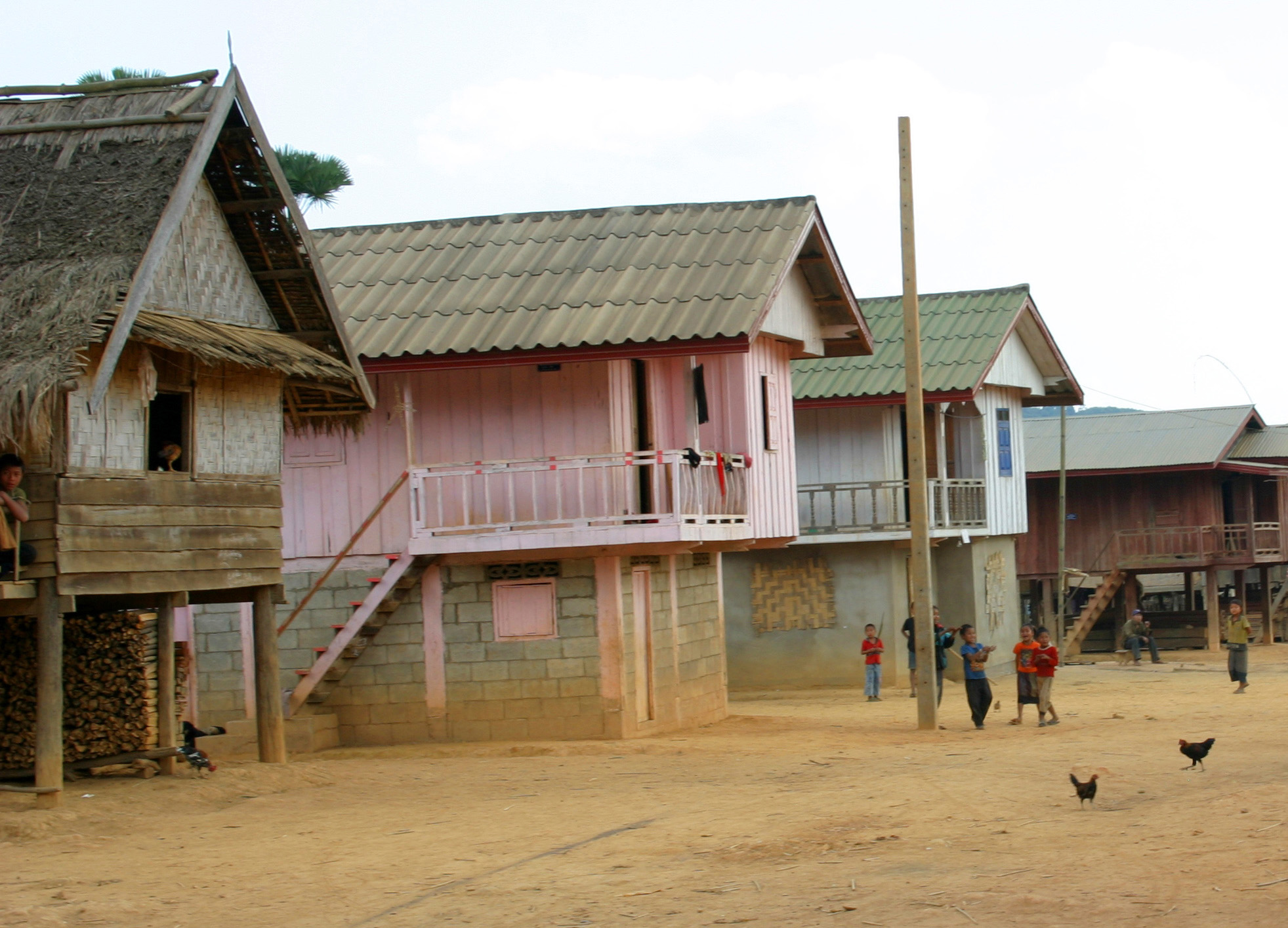
Khmu wieś Ban Ka Chait
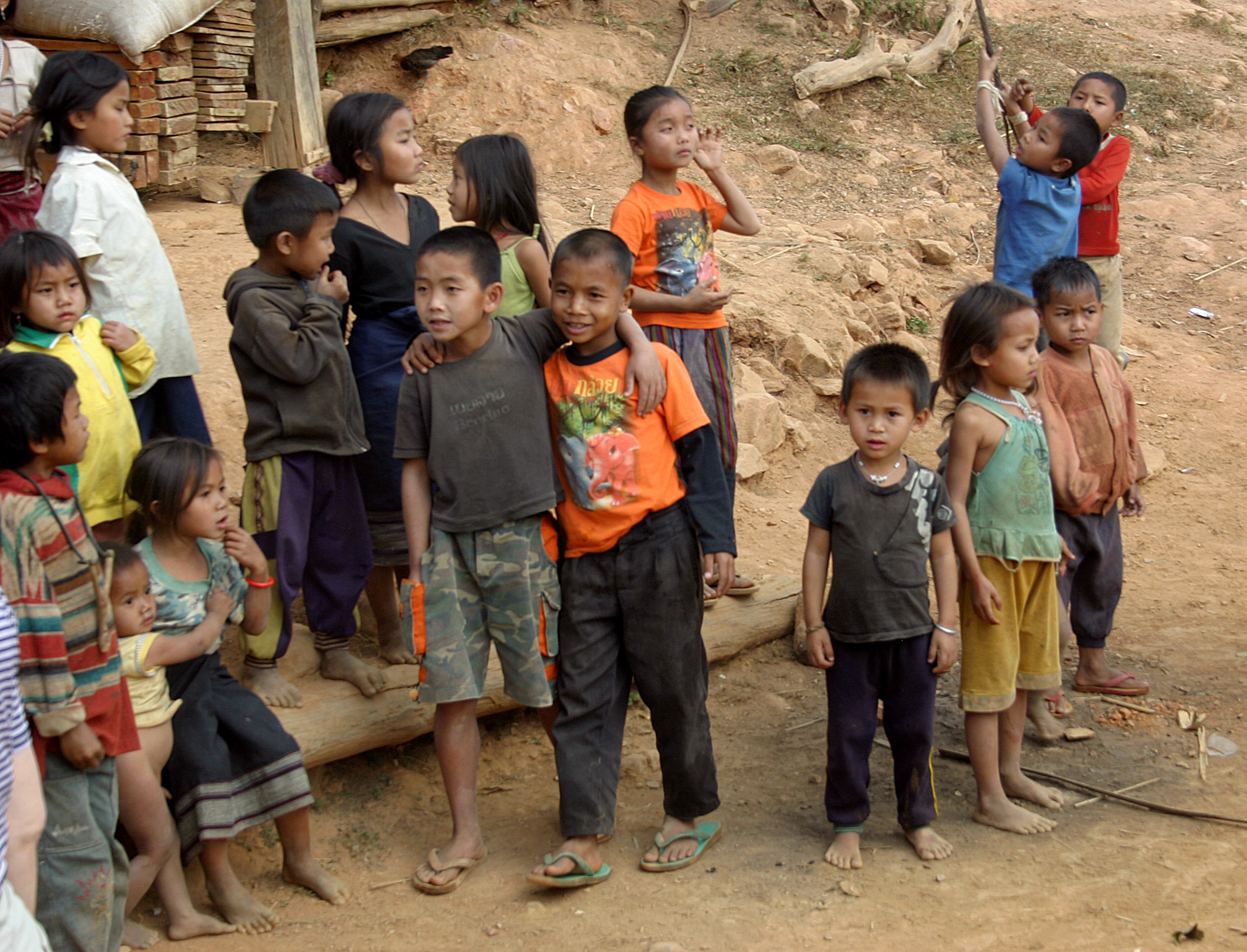
Khmu village Ban Ka Chait
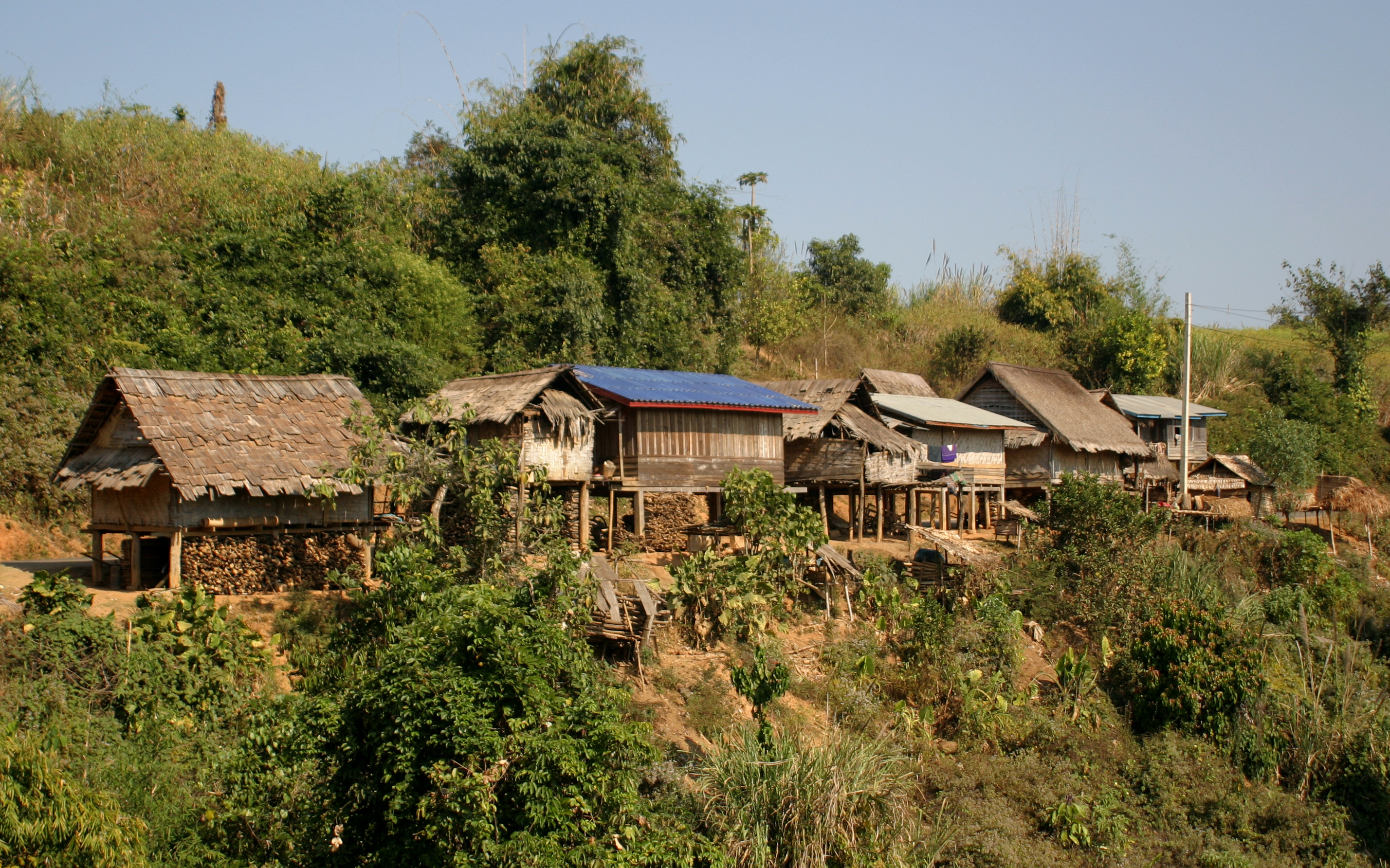
Khmu wieś Ban Keuocheb
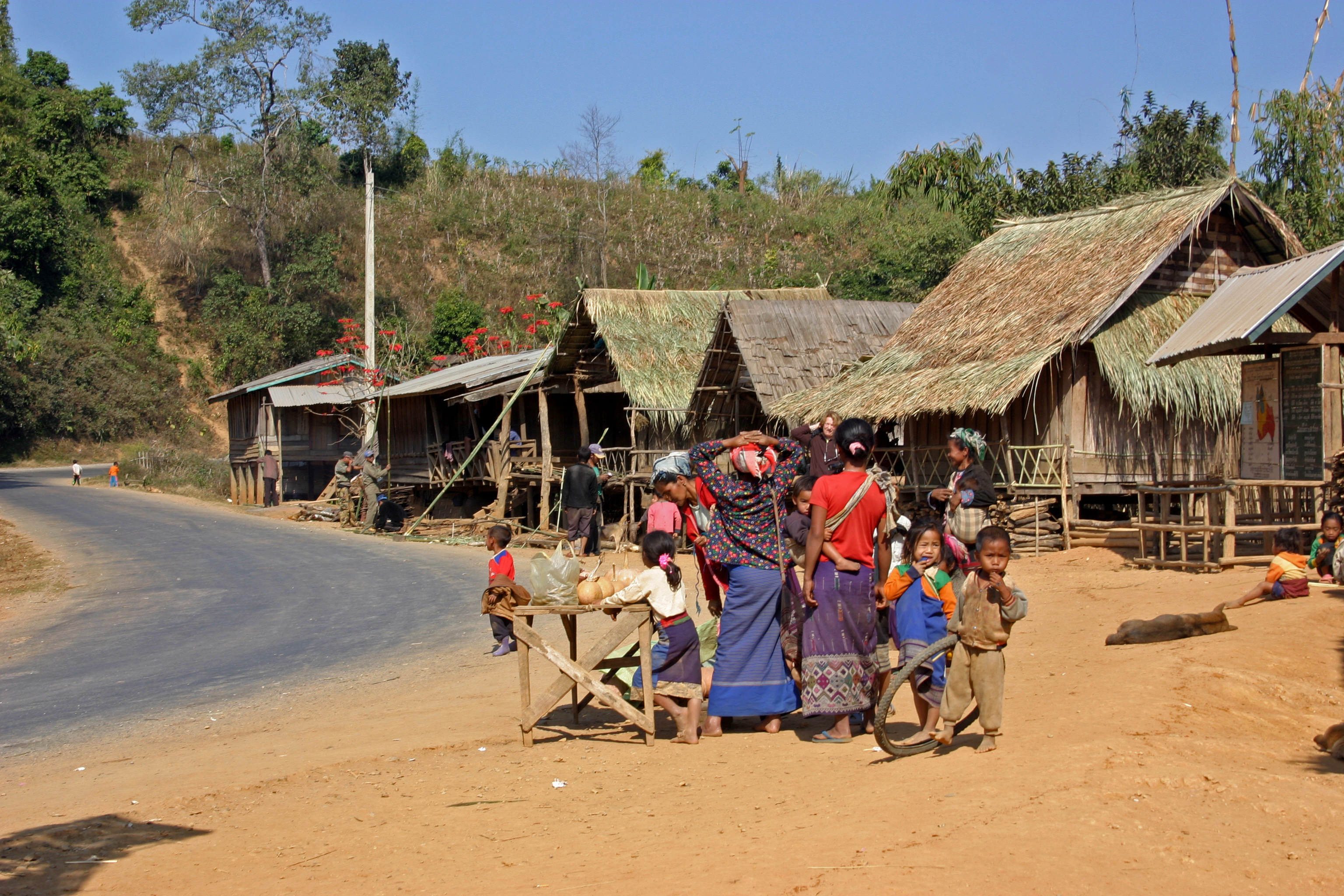
Khmu wieś Ban Keuocheb
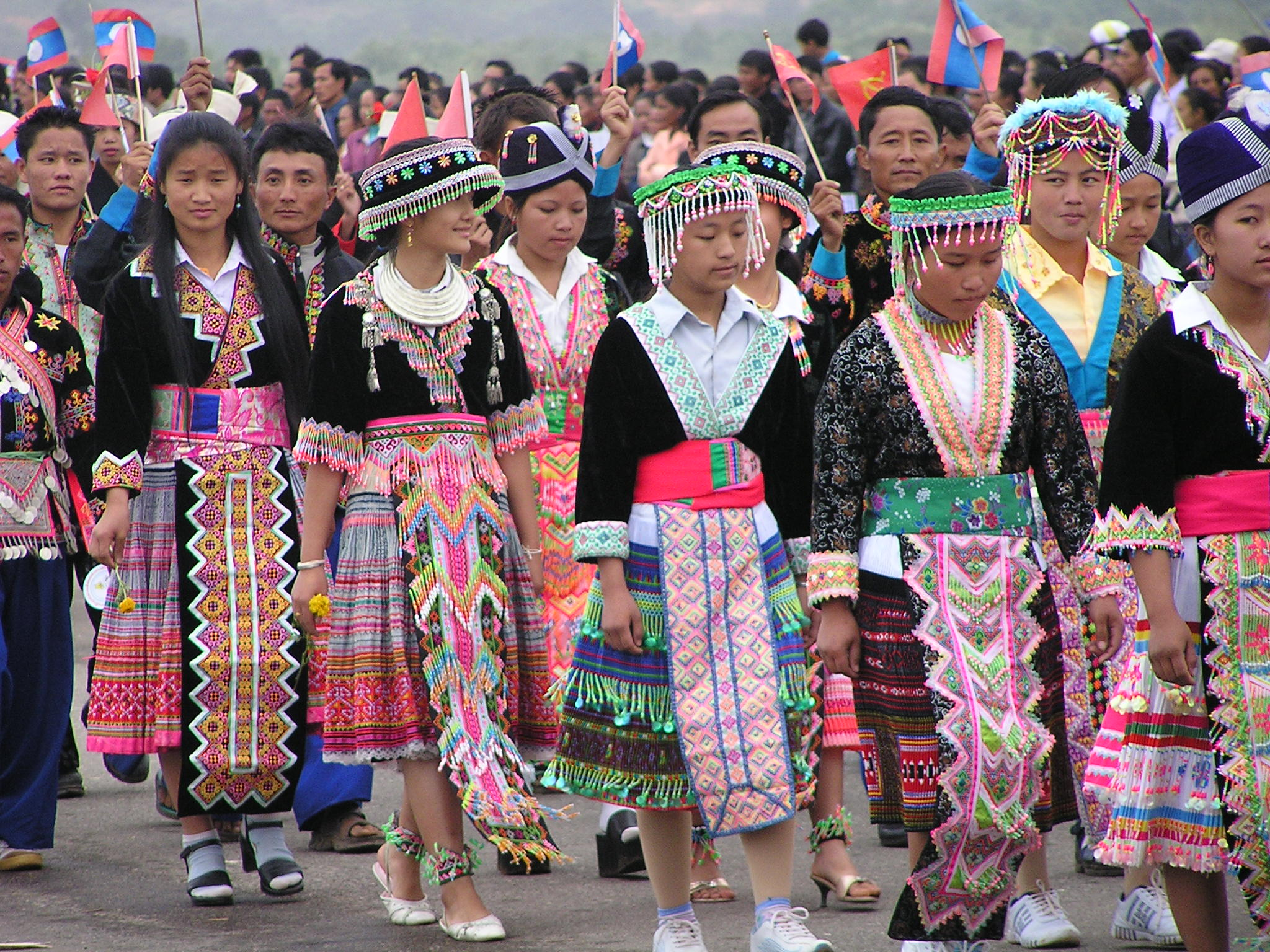
Hmong in Oudomxay
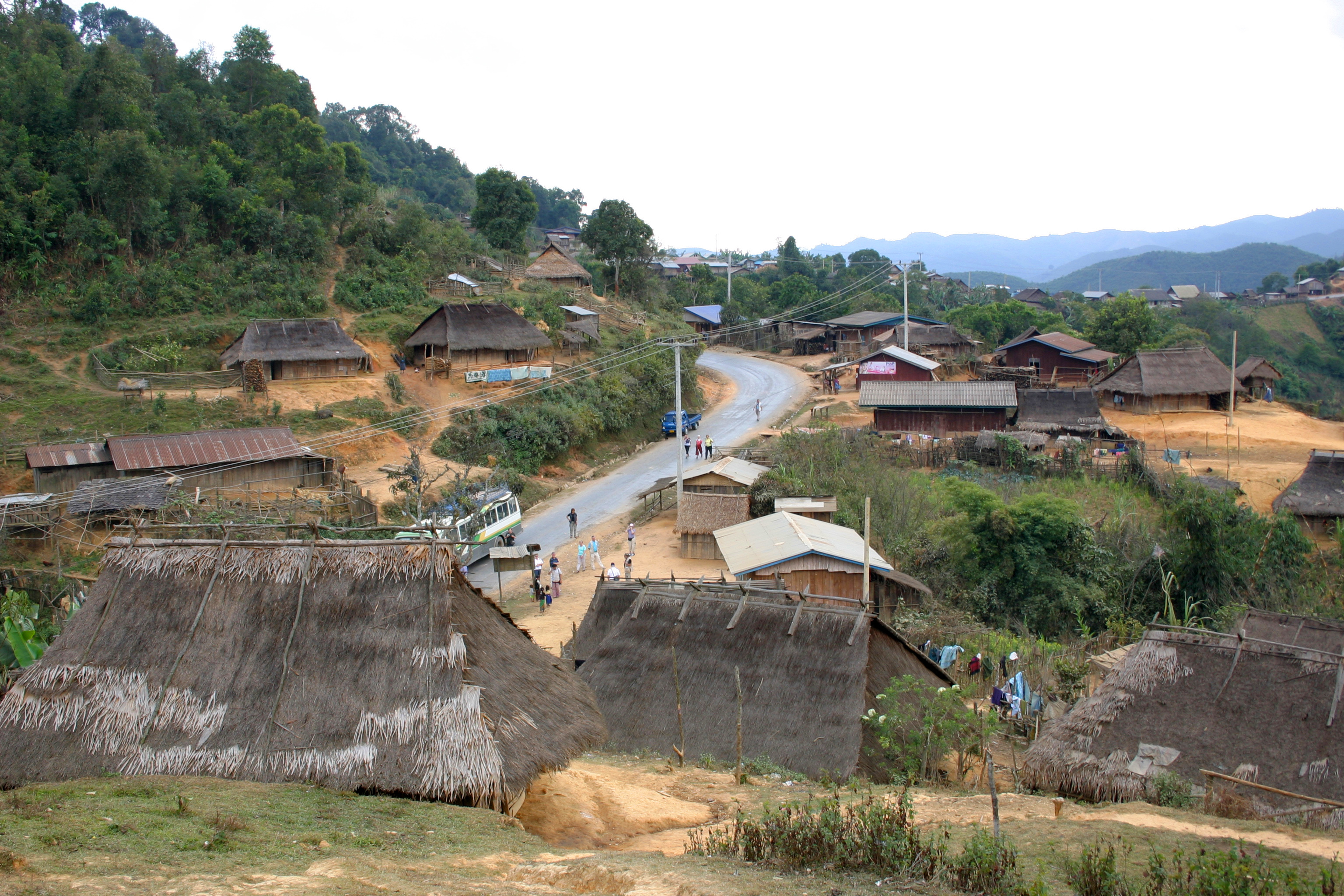
Hmong wieś Xong Ya
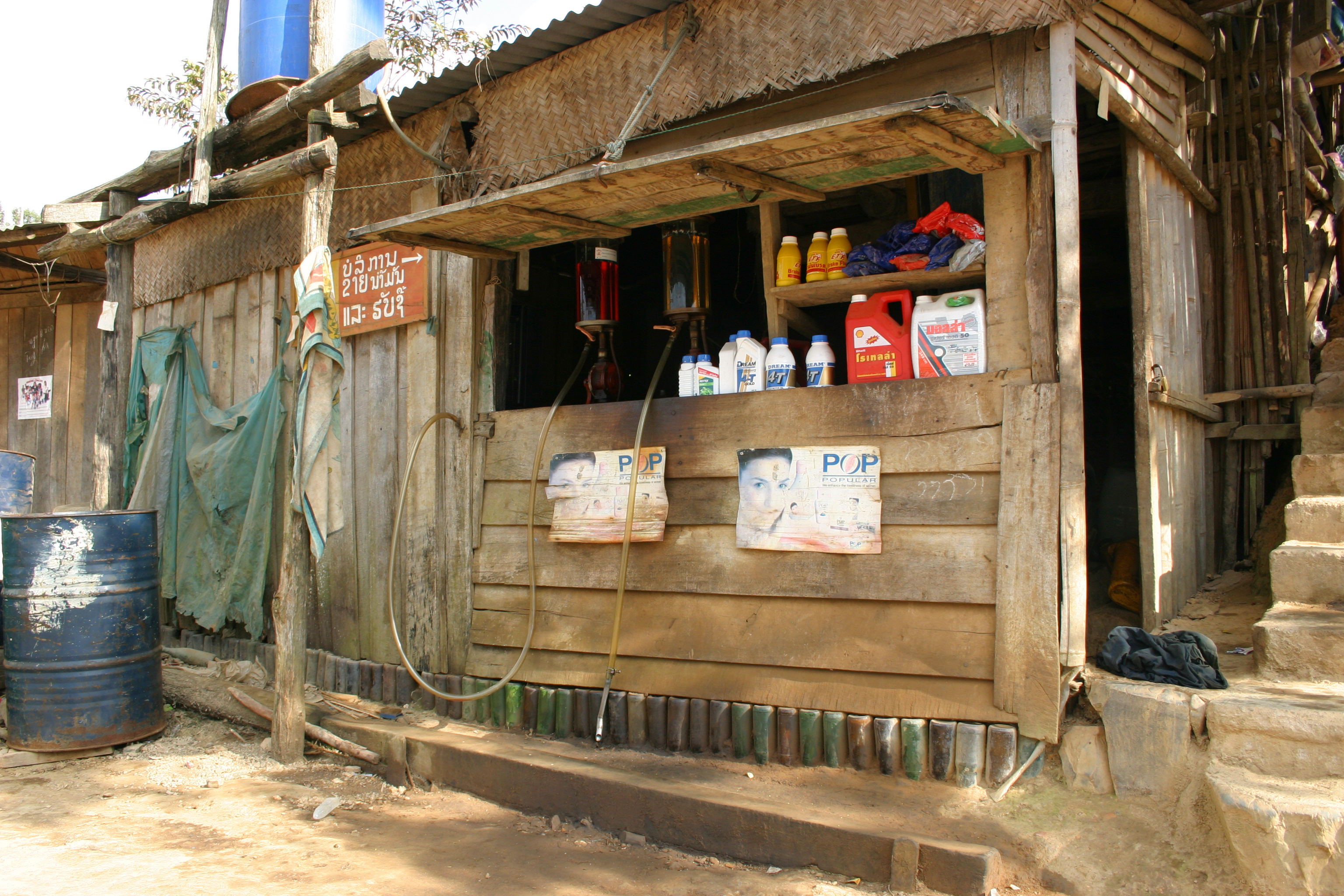
Hmong wieś Xong Ya
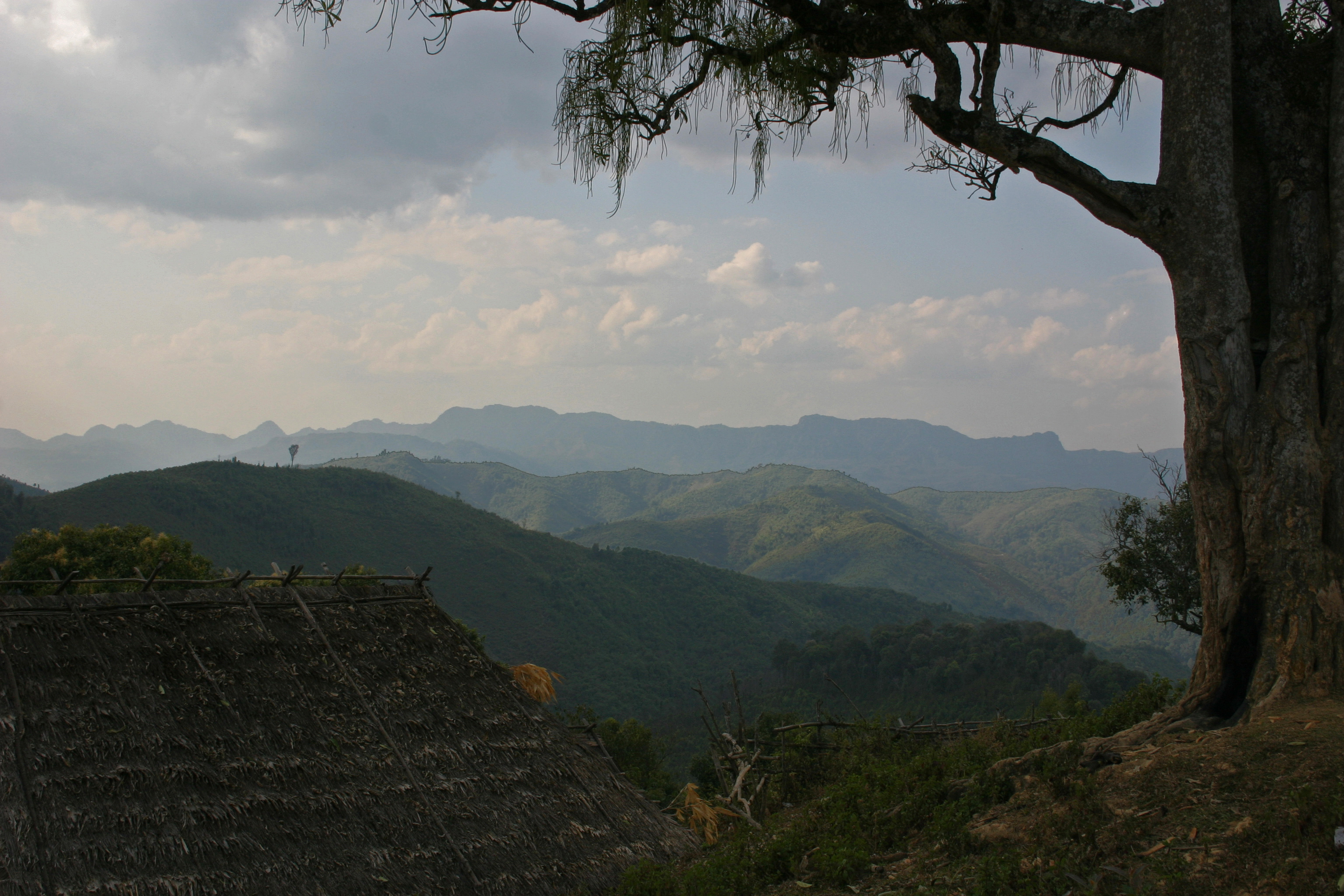